# L'amour a-t-il un maître ?
Pour plus de détails, voir Fiche technique et Distribution.

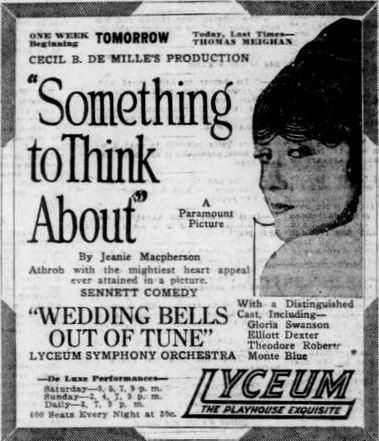

L'amour a-t-il un maître ? (Something to Think About) est un drame américain muet de Cecil B. DeMille, sorti en 1920.

## Synopsis
Depuis son enfance, David Markely est éprit de Ruth Anderson et qu'aisé financièrement il est infirme, alors qu'elle est la fille du forgeron. Le jeune homme parvient à persuader son père de lui permettre de la faire instruire et à son retour de l'école, le père planifie déjà leur futur mariage. Cependant, Ruth, contre la volonté de son père, épouse Jim Dirk un jeune homme qu'elle aime. Quelques années plus tard, Jim est tué dans un accident de métro et Ruth retourne auprès de son père pour demander pardon de sa conduite.
Elle découvre alors qu'il est désormais atteint de cécité dû aux étincelles de sa forge et est ensuite transporté vers l'hospice du comté. Il refuse de lui pardonner et tandis qu'elle est sur le point de se suicider en désespoir de cause David la sauve. Ce dernier lui offre la protection de son nom pour elle et l'enfant qui est sur le point de naître. En tant qu'épouse, elle réalise finalement un grand amour pour lui qu'il refuse d'admettre n'est rien d'autre que de la gratitude. Les prédications de sa gouvernante ont un effet qui entraîne la réconciliation de Ruth et de son père, et à travers le petit garçon Bobby, qui devient membre de l'heureuse maison.

## Fiche technique
- Titre original : Something to Think About
- Titre français : L'amour a-t-il un maître ?
- Réalisation : Cecil B. DeMille
- Scénario et histoire : Jeanie Macpherson
- Photographie : Karl Struss et Alvin Wyckoff
- Montage : Anne Bauchens
- Costumes : Natacha Rambova et Clare West
- Production : Cecil B. DeMille et Jesse L. Lasky
- Société de production et de distribution : Famous Players-Lasky Corporation
- Pays de production : États-Unis
- Format : Noir et blanc - 35 mm - 1,33:1 - film muet
- Genre : Film dramatique, Mélodrame
- Durée : 78 minutes
- Date de sortie :
  - États-Unis : 17 octobre 1920
  - France : 1er décembre 1922 [1]

## Distribution
- Elliott Dexter : David Markely
- Gloria Swanson : Ruth Anderson
- Monte Blue : Jim Dirk
- Theodore Roberts : Luke Anderson
- Claire McDowell : femme de ménage
- Michael D. Moore : Bobby
- Julia Faye : la fille du banquier
- James Mason : Country Masher
- Tōgō Yamamoto : serviteur
- Theodore Kosloff : clown
- William Boyd : non crédité